# Cutremure în 2014
Aceasta este o listă de cutremure înregistrate pe parcursul anului 2014. Lista cuprinde doar cutremure cu magnitudine mai mare de 6 grade pe scara Richter, exceptând cazurile în care evenimentele seismice se soldează cu pierderi de vieți omenești sau pagube materiale însemnate.

## Global

### După numărul de morți
| Rang | Număr de morți | Magnitudine | Epicentru | Adâncime (km) | Dată |
| ---- | -------------- | ----------- | --------- | ------------- | ---- |
| 1    | 0              | 0           |           | 0             |      |

- Notă: Cel puțin 10 morți

### După magnitudine
| Rang | Magnitudine (Mw) | Număr de morți | Epicentru                                                  | Adâncime (km) | Dată       |
| ---- | ---------------- | -------------- | ---------------------------------------------------------- | ------------- | ---------- |
|      | 8,1              | 7              | Iquique, Regiunea Tarapacá, Chile                          | 20            | 1 aprilie  |
|      | 7,9              | 0              | Insula Little Sitkin, Alaska, Statele Unite                | 106           | 23 iunie   |
|      | 7,6              | 0              | Iquique, Regiunea Tarapacá, Chile                          | 40            | 3 aprilie  |
|      | 7,6              | 0              | Kirakira, Provincia Makira-Ulawa, Insulele Solomon         | 10            | 12 aprilie |
|      | 7,5              | 0              | Panguna, Regiunea Autonomă Bougainville, Papua Noua Guinee | 30            | 19 aprilie |
|      | 7,4              | 0              | Kirakira, Provincia Makira-Ulawa, Insulele Solomon         | 30            | 13 aprilie |
|      | 7,2              | 1              | Panguna, Regiunea Autonomă Bougainville, Papua Noua Guinee | 60            | 11 aprilie |
|      | 7,2              | 0              | Petatlán, Guerrero, Mexic                                  | 26            | 18 aprilie |

- Notă: Cel puțin 7 grade pe scara Richter

## Ianuarie
- Un cutremur cu magnitudinea 6,6 pe scara Richter a zguduit Vanuatu, pe 1 ianuarie, la o adâncime de 200 km.
- Un cutremur cu magnitudinea 5,5 pe scara Richter a zguduit Provincia Hormozgan, Iran, pe 2 ianuarie, la o adâncime de 10 km. Orașul Bastak a fost cel mai grav afectat, aici raportându-se un deces.[1] Alte 30 de persoane au fost rănite.
- Un cutremur cu magnitudinea 6,4 pe scara Richter a zguduit Puerto Rico, pe 13 ianuarie, la o adâncime de 20 km.
- Un cutremur cu magnitudinea 6,2 pe scara Richter a zguduit Insula de Nord a Noii Zeelande, pe 20 ianuarie, la o adâncime de 28 km.
- Un cutremur cu magnitudinea 6,0 pe scara Richter a zguduit Tonga, pe 21 ianuarie, la o adâncime de 11 km.
- Un cutremur cu magnitudinea 6,1 pe scara Richter a zguduit Insula Java, Indonezia, pe 25 ianuarie, la o adâncime de 95 km. Potrivit autorităților, două persoane au fost rănite. Numai în Banyumas pierderile sunt estimate la sute de milioane de dolari.[2]
- Un cutremur cu magnitudinea 6,1 pe scara Richter a zguduit Insula Cefalonia, Grecia, pe 26 ianuarie, la o adâncime de 18 km. Presa locală a raportat șapte răniți în orașele Lixouri și Argostoli, iar mai mult de 2.000 de oameni au fost nevoiți să-și părăsească temporar casele avariate de cutremur.[3]
- Un cutremur cu magnitudinea 4,2 pe scara Richter a zguduit Bosnia și Herțegovina, pe 28 ianuarie, la o adâncime de 5 km. Potrivit Centrului Meteorologic Bosniac, șase persoane au fost rănite și mai multe case vechi avariate.[4]

## Februarie
- Un cutremur cu magnitudinea 6,1 pe scara Richter a zguduit Insulele Sandwich de Sud, pe 1 februarie, la o adâncime de 137 km.
- Un cutremur cu magnitudinea 6,5 pe scara Richter a zguduit sudul Insulelor Kermadec, pe 2 februarie, la o adâncime de 10 km.
- Un cutremur cu magnitudinea 6,1 pe scara Richter a zguduit Insula Cefalonia, Grecia, pe 3 februarie, la o adâncime de 10 km. Potrivit primelor estimări, aproximativ 600 de clădiri au fost distruse, 1.100 grav avariate și alte 1.400 cu pagube minore în întreaga regiune Palliki.[5] De asemenea, 16 persoane au suferit răni ușoare.
- Un cutremur cu magnitudinea 2,4 pe scara Richter a zguduit Provincia Gauteng, Africa de Sud, pe 6 februarie, la o adâncime de 2 km. Opt mineri și-au pierdut viața într-un incendiu asociat cutremurului la mina aparținând Harmony Gold din Doornkop.[6]
- Un cutremur cu magnitudinea 6,5 pe scara Richter a zguduit Vanuatu, pe 7 februarie, la o adâncime de 117 km.
- Un cutremur cu magnitudinea 5,4 pe scara Richter a zguduit Insula Timor, Indonezia, pe 10 februarie, la o adâncime de 18 km. Patru persoane au fost rănite.[7]
- Un cutremur cu magnitudinea 6,9 pe scara Richter a zguduit sudul Regiunii Xinjiang, China, pe 12 februarie, la o adâncime de 10 km. Circa 60.000 de case au fost grav avariate și peste 11.000 de animale ucise.[8]
- Un cutremur cu magnitudinea 5,9 pe scara Richter a zguduit Regiunea Ica, Peru, pe 18 februarie, la o adâncime de 59 km. 16 persoane au fost ușor rănite.[9]
- Un cutremur cu magnitudinea 6,5 pe scara Richter a zguduit estul Martinicăi, pe 18 februarie, la o adâncime de 15 km.
- Un cutremur cu magnitudinea 4,1 pe scara Richter a zguduit Provincia Boumerdès, Algeria, pe 22 februarie, la o adâncime de 10 km. O persoană a fost rănită.[10]
- Un cutremur cu magnitudinea 6,1 pe scara Richter a zguduit Insulele Fox, Alaska, pe 26 februarie, la o adâncime de 234 km.

## Martie
- Un cutremur cu magnitudinea 6,2 pe scara Richter a zguduit zona de coastă a Nicaraguei, pe 2 martie, la o adâncime de 73 km.
- Un cutremur cu magnitudinea 6,5 pe scara Richter a zguduit Insulele Ryukyu, Japonia, pe 2 martie, la o adâncime de 110 km.
- Un cutremur cu magnitudinea 6,3 pe scara Richter a zguduit Vanuatu, pe 5 martie, la o adâncime de 648 km.
- Un cutremur cu magnitudinea 6,9 pe scara Richter a zguduit zona de coastă a Californiei, Statele Unite, pe 10 martie, la o adâncime de 7 km.
- Un cutremur cu magnitudinea 6,4 pe scara Richter a zguduit estul Insulelor Sandwich de Sud, pe 11 martie, la o adâncime de 10 km.
- Un cutremur cu magnitudinea 6,1 pe scara Richter a zguduit Marea Bismarck, pe 11 martie, la o adâncime de 10 km.
- Un cutremur cu magnitudinea 6,3 pe scara Richter a zguduit Insula Kyūshū, Japonia, pe 13 martie, la o adâncime de 73 km. Potrivit FDMA, 21 de persoane au fost rănite, dintre care două mai grav.[11]
- Un cutremur cu magnitudinea 6,2 pe scara Richter a zguduit coasta Regiunii Ica, Peru, pe 15 martie, la o adâncime de 5 km.
- Un cutremur cu magnitudinea 6,4 pe scara Richter a zguduit coasta Regiunii Piura, Peru, pe 15 martie, la o adâncime de 33 km.
- Un cutremur cu magnitudinea 6,7 pe scara Richter a zguduit Regiunea Tarapacá, Chile, pe 16 martie, la o adâncime de 10 km.
- Un cutremur cu magnitudinea 6,2 pe scara Richter a zguduit Regiunea Tarapacá, Chile, pe 17 martie, la o adâncime de 5 km.
- Un cutremur cu magnitudinea 6,3 pe scara Richter a zguduit Insulele Nicobar, India, pe 21 martie, la o adâncime de 10 km.
- Un cutremur cu magnitudinea 6,2 pe scara Richter a zguduit Regiunea Tarapacá, Chile, pe 22 martie, la o adâncime de 12 km.
- Un cutremur cu magnitudinea 6,3 pe scara Richter a zguduit Regiunea Tarapacá, Chile, pe 23 martie, la o adâncime de 30 km.
- Un cutremur cu magnitudinea 6,3 pe scara Richter a zguduit sudul Insulelor Fiji, pe 26 martie, la o adâncime de 479 km.
- Un cutremur cu magnitudinea 6,0 pe scara Richter a zguduit Insulele Santa Cruz, pe 27 martie, la o adâncime de 125 km.

## Aprilie
- Un cutremur cu magnitudinea 8,1 pe scara Richter a zguduit Provincia Iquique, Chile, pe 1 aprilie, la o adâncime de 20 km. O alertă de tsunami a fost emisă pentru toată coasta Pacificului a Americii Latine.[12] Președintele statului Chile, Michelle Bachelet, a declarat stare de catastrofă naturală în zona de nord, în regiunile Arica si Tarapacá, cele mai afectate de seism. Date preliminare indică 7 morți și 200 răniți în Chile, respectiv 9 răniți în Peru.[13][14]
- Un cutremur cu magnitudinea 6,0 pe scara Richter a zguduit Provincia Iquique, Chile, pe 1 aprilie, la o adâncime de 10 km.
- Un cutremur cu magnitudinea 6,0 pe scara Richter a zguduit sudul statului Panama, pe 2 aprilie, la o adâncime de 30 km.
- Un cutremur cu magnitudinea 6,5 pe scara Richter a zguduit Provincia Iquique, Chile, pe 3 aprilie, la o adâncime de 10 km.
- Un cutremur cu magnitudinea 7,6 pe scara Richter a zguduit Provincia Iquique, Chile, pe 3 aprilie, la o adâncime de 40 km. Aceasta este cea mai puternică replică a șocului principal de 8,1 pe Richter.
- Un cutremur cu magnitudinea 6,3 pe scara Richter a zguduit Provincia Iquique, Chile, pe 3 aprilie, la o adâncime de 20 km.
- Un cutremur cu magnitudinea 6,2 pe scara Richter a zguduit Provincia Iquique, Chile, pe 4 aprilie, la o adâncime de 10 km.
- Un cutremur cu magnitudinea 6,0 pe scara Richter a zguduit Insulele Solomon, pe 4 aprilie, la o adâncime de 73 km.
- Un cutremur cu magnitudinea 4,8 pe scara Richter a zguduit nordul Provinciei Yunnan, China, pe 5 aprilie, la o adâncime de 10 km. Date preliminare indică 32 de răniți și pagube de aproape 80 de milioane de dolari.[15]
- Un cutremur cu magnitudinea 6,1 pe scara Richter a zguduit Departamentul Managua, Nicaragua, pe 10 aprilie, la o adâncime de 10 km. O persoană și-a pierdut viața, 266 au fost rănite și mai mult de 1.500 de case au fost avariate.[16]
- Un cutremur cu magnitudinea 6,1 pe scara Richter a zguduit Provincia Iquique, Chile, pe 11 aprilie, la o adâncime de 10 km.
- Un cutremur cu magnitudinea 7,2 pe scara Richter a zguduit Regiunea Bougainville, Papua Noua Guinee, pe 11 aprilie, la o adâncime de 60 km. O fetiță de 4 ani a fost ucisă de un zid în cădere, iar 14 case au fost distruse.[17]
- Un cutremur cu magnitudinea 6,5 pe scara Richter a zguduit Regiunea Bougainville, Papua Noua Guinee, pe 11 aprilie, la o adâncime de 40 km.
- Un cutremur cu magnitudinea 6,6 pe scara Richter a zguduit Departamentul Granada, Nicaragua, pe 11 aprilie, la o adâncime de 151 km. Șase case s-au prăbușit în Nagarote, iar Catedrala din Managua a fost ușor avariată.[18]
- Un cutremur cu magnitudinea 4,1 pe scara Richter a zguduit Provincia Takhar, Afghanistan, pe 11 aprilie, la o adâncime de 204 km. Patru persoane au murit și 100 de case au fost avariate de o alunecare de teren produsă în districtul Rostaq.[19]
- Un cutremur cu magnitudinea 6,1 pe scara Richter a zguduit Insulele Solomon, pe 12 aprilie, la o adâncime de 60 km.
- Un cutremur cu magnitudinea 7,6 pe scara Richter a zguduit Insulele Solomon, pe 12 aprilie, la o adâncime de 10 km. Un val tsunami de doi metri înălțime a lovit partea estică a Insulei Makira, însă pagubele sunt minime.[20]
- Un cutremur cu magnitudinea 6,0 pe scara Richter a zguduit Insulele Solomon, pe 12 aprilie, la o adâncime de 60 km.
- Un cutremur cu magnitudinea 7,4 pe scara Richter a zguduit Insulele Solomon, pe 13 aprilie, la o adâncime de 30 km.
- Un cutremur cu magnitudinea 6,6 pe scara Richter a zguduit Insulele Solomon, pe 13 aprilie, la o adâncime de 50 km.
- Un cutremur cu magnitudinea 6,8 pe scara Richter a zguduit Insula Bouvet, pe 15 aprilie, la o adâncime de 10 km.
- Un cutremur cu magnitudinea 6,2 pe scara Richter a zguduit Insulele Balleny, pe 17 aprilie, la o adâncime de 10 km.
- Un cutremur cu magnitudinea 6,1 pe scara Richter a zguduit Insulele Santa Cruz, pe 18 aprilie, la o adâncime de 10 km.
- Un cutremur cu magnitudinea 7,2 pe scara Richter a zguduit Statul Guerrero, Mexic, pe 18 aprilie, la o adâncime de 26 km. Sute de case au fost avariate și o persoană rănită.[21]
- Un cutremur cu magnitudinea 6,6 pe scara Richter a zguduit Regiunea Bougainville, Papua Noua Guinee, pe 19 aprilie, la o adâncime de 10 km.
- Un cutremur cu magnitudinea 7,5 pe scara Richter a zguduit Regiunea Bougainville, Papua Noua Guinee, pe 19 aprilie, la o adâncime de 30 km. Potrivit autorităților din Torokina, nicio persoană nu a fost rănită, însă unele case și rezervoare de apă au fost distruse.[22]
- Un cutremur cu magnitudinea 6,1 pe scara Richter a zguduit Insulele Solomon, pe 20 aprilie, la o adâncime de 20 km.
- Un cutremur cu magnitudinea 6,5 pe scara Richter a zguduit Insula Vancouver, Canada, pe 24 aprilie, la o adâncime de 10 km.
- Un cutremur cu magnitudinea 6,4 pe scara Richter a zguduit Tonga, pe 26 aprilie, la o adâncime de 2 km.

## Mai
- Un cutremur cu magnitudinea 6,6 pe scara Richter a zguduit Insulele Loialității, pe 1 mai, la o adâncime de 123 km.
- Un cutremur cu magnitudinea 6,6 pe scara Richter a zguduit sudul insulelor Fiji, pe 4 mai, la o adâncime de 539 km.
- Un cutremur cu magnitudinea 6,3 pe scara Richter a zguduit sudul insulelor Fiji, pe 4 mai, la o adâncime de 616 km.
- Un cutremur cu magnitudinea 6,0 pe scara Richter a zguduit coasta de sud a insulei Honshu, Japonia, pe 4 mai, la o adâncime de 152 km. Cel puțin 17 persoane au fost rănite în zona Kanto.[23]
- Un cutremur cu magnitudinea 6,2 pe scara Richter a zguduit Provincia Chiang Rai, Thailanda, pe 5 mai, la o adâncime de 2 km. O femeie a fost ucisă, iar alte 32 de persoane au fost rănite.[24] Șapte districte din Provincia Chiang Rai au fost declarate zone de dezastru. Aici au fost avariate 3.500 de case, 10 temple, trei școli, trei spitale, un hotel și un drum.[25]
- Un cutremur cu magnitudinea 6,2 pe scara Richter a zguduit Dorsala Chile, pe 6 mai, la o adâncime de 10 km.
- Un cutremur cu magnitudinea 6,0 pe scara Richter a zguduit Regiunea Bougainville, Papua Noua Guinee, pe 7 mai, la o adâncime de 10 km.
- Un cutremur cu magnitudinea 6,4 pe scara Richter a zguduit Statul Guerrero, Mexic, pe 8 mai, la o adâncime de 30 km. O clădire guvernamentală, un restaurant și o școală au fost avariate în Morelos.[26]
- Un cutremur cu magnitudinea 4,3 pe scara Richter a zguduit Provincia Sindh, Pakistan, pe 9 mai, la o adâncime de 16 km. Un oficial guvernamental a raportat un deces și 70 de răniți.[27]
- Un cutremur cu magnitudinea 6,1 pe scara Richter a zguduit Statul Guerrero, Mexic, pe 10 mai, la o adâncime de 20 km.
- Un cutremur cu magnitudinea 6,4 pe scara Richter a zguduit Dorsala Pacificului de Est, pe 12 mai, la o adâncime de 10 km.
- Un cutremur cu magnitudinea 6,5 pe scara Richter a zguduit sudul statului Panama, pe 13 mai, la o adâncime de 10 km.
- Un cutremur cu magnitudinea 6,1 pe scara Richter a zguduit Statul Yap, Micronezia, pe 14 mai, la o adâncime de 3 km.
- Un cutremur cu magnitudinea 6,3 pe scara Richter a zguduit Statul Yap, Micronezia, pe 15 mai, la o adâncime de 10 km.
- Un cutremur cu magnitudinea 6,2 pe scara Richter a zguduit Insula Negros, Filipine, pe 15 mai, la o adâncime de 20 km.
- Un cutremur cu magnitudinea 6,0 pe scara Richter a zguduit coasta de vest a Sumatrei de Nord, Indonezia, pe 18 mai, la o adâncime de 2 km.
- Un cutremur cu magnitudinea 6,0 pe scara Richter a zguduit Golful Bengal, pe 21 mai, la o adâncime de 34 km. Seismul a fost simțit în localități de pe coasta statului indian Odisha, creând panică în rândul populației. În timpul operațiunilor de evacuare, un bătrân a fost ucis și alte 50 de persoane rănite.[28]
- Un cutremur cu magnitudinea 5,8 pe scara Richter a zguduit Provincia Yunnan, China, pe 24 mai, la o adâncime de 10 km. În ciuda magnitudinii, doar 15 persoane au fost rănite, însă pagubele ajung la milioane de dolari.[29]
- Un cutremur cu magnitudinea 6,9 pe scara Richter a zguduit Marea Egee, pe 24 mai, la o adâncime de 27 km. Pagube semnificative au fost raportate pe insula turcească Gökçeada și în orașele Edirne și Çanakkale, unde 324 de persoane au fost rănite.[30]
- Un cutremur cu magnitudinea 5,9 pe scara Richter a zguduit Provincia Yunnan, China, pe 30 mai, la o adâncime de 9 km. 45 de persoane au fost rănite, iar 694 de case au fost complet distruse.[31]
- Un cutremur cu magnitudinea 6,2 pe scara Richter a zguduit coasta statului Jalisco, Mexic, pe 31 mai, la o adâncime de 10 km.

## Iunie
- Un cutremur cu magnitudinea 6,5 pe scara Richter a zguduit sudul Oceanului Indian, pe 14 iunie, la o adâncime de 10 km.
- Un cutremur cu magnitudinea 6,4 pe scara Richter a zguduit Vanuatu, pe 19 iunie, la o adâncime de 60 km.
- Un cutremur cu magnitudinea 6,8 pe scara Richter a zguduit Insulele Kermadec, Noua Zeelandă, pe 23 iunie, la o adâncime de 26 km.
- Un cutremur cu magnitudinea 6,3 pe scara Richter a zguduit Insulele Kermadec, Noua Zeelandă, pe 23 iunie, la o adâncime de 30 km.
- Un cutremur cu magnitudinea 6,5 pe scara Richter a zguduit Insulele Kermadec, Noua Zeelandă, pe 23 iunie, la o adâncime de 20 km.
- Un cutremur cu magnitudinea 7,9 pe scara Richter a zguduit Insulele Aleutine, Alaska, pe 23 iunie, la o adâncime de 106 km.
- Un cutremur cu magnitudinea 6,0 pe scara Richter a zguduit Insulele Aleutine, Alaska, pe 23 iunie, la o adâncime de 100 km.
- Un cutremur cu magnitudinea 6,6 pe scara Richter a zguduit Insulele Aleutine, Alaska, pe 24 iunie, la o adâncime de 30 km.
- Un cutremur cu magnitudinea 6,2 pe scara Richter a zguduit Insulele Vulcanilor, Japonia, pe 29 iunie, la o adâncime de 34 km.
- Un cutremur cu magnitudinea 6,9 pe scara Richter a zguduit Insulele Sandwich de Sud, pe 29 iunie, la o adâncime de 10 km.
- Un cutremur cu magnitudinea 6,4 pe scara Richter a zguduit Samoa, pe 29 iunie, la o adâncime de 10 km.
- Un cutremur cu magnitudinea 6,6 pe scara Richter a zguduit Tonga, pe 29 iunie, la o adâncime de 10 km.
- Un cutremur cu magnitudinea 6,2 pe scara Richter a zguduit Insulele Bonin, Japonia, pe 30 iunie, la o adâncime de 519 km.

## Iulie
- Un cutremur cu magnitudinea 6,1 pe scara Richter a zguduit Insulele Balleny, pe 2 iulie, la o adâncime de 10 km.
- Un cutremur cu magnitudinea 6,3 pe scara Richter a zguduit Insulele Kermadec, Noua Zeelandă, pe 3 iulie, la o adâncime de 2 km.
- Un cutremur cu magnitudinea 6,6 pe scara Richter a zguduit Insula Noua Britanie, Papua Noua Guinee, pe 4 iulie, la o adâncime de 30 km.
- Un cutremur cu magnitudinea 6,0 pe scara Richter a zguduit nordul Insulei Sumatra, Indonezia, pe 5 iulie, la o adâncime de 40 km.
- Un cutremur cu magnitudinea 6,9 pe scara Richter a zguduit Statul Chiapas, Mexic, pe 7 iulie, la o adâncime de 91 km. Cutremurul a provocat pagube importante în localitățile de la granița Mexicului cu Guatemala. Rapoarte oficiale indică patru morți și 118 răniți în Statul Chiapas, Mexic și patru morți și 41 de răniți în Departamentul San Marcos, Guatemala.[32]
- Un cutremur cu magnitudinea 6,2 pe scara Richter a zguduit Vanuatu, pe 8 iulie, la o adâncime de 118 km.
- Un cutremur cu magnitudinea 6,5 pe scara Richter a zguduit coasta de est a Insulei Honshu, Japonia, pe 11 iulie, la o adâncime de 10 km.
- Un cutremur cu magnitudinea 6,3 pe scara Richter a zguduit Insula Mindanao, Filipine, pe 14 iulie, la o adâncime de 40 km.
- Un cutremur cu magnitudinea 6,0 pe scara Richter a zguduit sudul Teritoriului Yukon, Canada, pe 17 iulie, la o adâncime de 10 km.
- Un cutremur cu magnitudinea 6,2 pe scara Richter a zguduit Tonga, pe 19 iulie, la o adâncime de 220 km.
- Un cutremur cu magnitudinea 6,0 pe scara Richter a zguduit Zona de Fractură Owen, pe 19 iulie, la o adâncime de 10 km.
- Un cutremur cu magnitudinea 6,2 pe scara Richter a zguduit Insulele Kurile, Rusia, pe 20 iulie, la o adâncime de 60 km.
- Un cutremur cu magnitudinea 6,9 pe scara Richter a zguduit Fiji, pe 21 iulie, la o adâncime de 620 km.
- Un cutremur cu magnitudinea 6,3 pe scara Richter a zguduit Statul Veracruz, Mexic, pe 29 iulie, la o adâncime de 89 km. În Veracruz, două poduri și câteva case au fost avariate. Tot aici, două persoane au fost ușor rănite. O bătrână de 74 de ani din Oaxaca a murit în urma unui atac de cord.[33]

## August
- Un cutremur cu magnitudinea 5,6 pe scara Richter a zguduit nordul Algeriei, pe 1 august, la o adâncime de 10 km. Șase persoane au murit din cauza unor reacții de panică sau atacuri de cord, iar alte 420 au fost rănite. Mai multe case au fost avariate în marile orașe din nordul țării, printre care Alger, Boumerdès și Blida.[34]
- Un cutremur cu magnitudinea 6,9 pe scara Richter a zguduit Statele Federate ale Microneziei, pe 3 august, la o adâncime de 10 km.
- Un cutremur cu magnitudinea 6,1 pe scara Richter a zguduit Statele Federate ale Microneziei, pe 3 august, la o adâncime de 10 km.
- Un cutremur cu magnitudinea 6,1 pe scara Richter a zguduit Provincia Yunnan, China, pe 3 august, la o adâncime de 10 km. 617 persoane și-au pierdut viața, 3.143 au fost rănite, iar 112 sunt date dispărute.[35] Pagubele totale acumulează peste 6 miliarde de dolari.[36]
- Un cutremur cu magnitudinea 5,2 pe scara Richter a zguduit Provincia North West, Africa de Sud, pe 5 august, la o adâncime de 10 km. O persoană a murit, 38 au fost rănite și 400 de case au fost avariate.[37]
- Un cutremur cu magnitudinea 6,2 pe scara Richter a zguduit Insulele Barat Daya, Indonezia, pe 6 august, la o adâncime de 10 km.
- Un cutremur cu magnitudinea 6,0 pe scara Richter a zguduit Insula Hokkaido, Japonia, pe 10 august, la o adâncime de 30 km.
- Un cutremur cu magnitudinea 5,0 pe scara Richter a zguduit Provincia Pichincha, Ecuador, pe 12 august, la o adâncime de 10 km. Trei persoane au fost ucise și 18 rănite de alunecări de teren.[38]
- Un cutremur cu magnitudinea 5,6 pe scara Richter a zguduit Regiunea Tarapacá, Chile, pe 14 august, la o adâncime de 52 km. O femeie în vârstă a murit în urma unui atac de cord.[39]
- Un cutremur cu magnitudinea 5,1 pe scara Richter a zguduit estul Provinciei Sichuan, China, pe 16 august, la o adâncime de 10 km. 20 persoane au fost rănite și 1.463 de case avariate.[40]
- Un cutremur cu magnitudinea 6,2 pe scara Richter a zguduit Provincia Ilam, Iran, pe 18 august, la o adâncime de 10 km. 415 persoane au fost rănite și 17.000 de case avariate.[41]
- Un cutremur cu magnitudinea 6,4 pe scara Richter a zguduit Regiunea Valparaíso, Chile, pe 23 august, la o adâncime de 30 km.
- Un cutremur cu magnitudinea 6,1 pe scara Richter a zguduit Golful San Francisco, Statele Unite, pe 24 august, la o adâncime de 11 km. 173 de persoane au fost rănite, dintre care trei grav. Potrivit oficialităților, pagubele totale ating 362,4 milioane de dolari.[42]
- Un cutremur cu magnitudinea 6,9 pe scara Richter a zguduit Regiunea Apurímac, Peru, pe 24 august, la o adâncime de 90 km. O casă s-a prăbușit în Amoca, alte câteva zeci au fost avariate, iar două persoane au fost rănite.[43]

## Septembrie
- Un cutremur cu magnitudinea 6,0 pe scara Richter a zguduit Tonga, pe 4 septembrie, la o adâncime de 4 km.
- Un cutremur cu magnitudinea 3,2 pe scara Richter a zguduit Bosnia și Herțegovina, pe 4 septembrie, la o adâncime de 2 km. Cinci angajați ai minei Raspotočje din Zenica au fost uciși într-o explozie asociată cutremurului, iar alți 29 au fost răniți.[44]
- Un cutremur cu magnitudinea 6,1 pe scara Richter a zguduit Insula Paștelui, Chile, pe 6 septembrie, la o adâncime de 10 km.
- Un cutremur cu magnitudinea 6,0 pe scara Richter a zguduit coasta statului Jalisco, Mexic, pe 6 septembrie, la o adâncime de 20 km.
- Un cutremur cu magnitudinea 6,3 pe scara Richter a zguduit Marea Molucelor, pe 10 septembrie, la o adâncime de 30 km.
- Un cutremur cu magnitudinea 5,6 pe scara Richter a zguduit estul insulei Honshu, Japonia, pe 16 septembrie, la o adâncime de 60 km. Opt persoane au fost rănite.[45]
- Un cutremur cu magnitudinea 6,7 pe scara Richter a zguduit Guam, pe 17 septembrie, la o adâncime de 140 km.
- Un cutremur cu magnitudinea 6,2 pe scara Richter a zguduit Provincia Jujuy, Argentina, pe 24 septembrie, la o adâncime de 196 km.
- Un cutremur cu magnitudinea 6,0 pe scara Richter a zguduit Insulele Solomon, pe 25 septembrie, la o adâncime de 15 km.
- Un cutremur cu magnitudinea 6,2 pe scara Richter a zguduit sudul Alaskăi, Statele Unite, pe 25 septembrie, la o adâncime de 102 km.
- Un cutremur cu magnitudinea 4,9 pe scara Richter a zguduit Regiunea Cusco, Peru, pe 27 septembrie, la o adâncime de 48 km. Opt oameni au fost uciși, alți cinci răniți, iar 60 de case s-au prăbușit.[46]

## Octombrie
- Un cutremur cu magnitudinea 6,0 pe scara Richter a zguduit Insula Noua Britanie, Papua Noua Guinee, pe 1 octombrie, la o adâncime de 60 km.
- Un cutremur cu magnitudinea 6,1 pe scara Richter a zguduit Provincia Yunnan, China, pe 7 octombrie, la o adâncime de 10 km. Potrivit autorităților chineze, o persoană și-a pierdut viața, 324 au fost rănite, iar pagubele materiale depășesc 300 de milioane de dolari.[47]
- Un cutremur cu magnitudinea 6,0 pe scara Richter a zguduit Golful California, pe 8 octombrie, la o adâncime de 2 km.
- Un cutremur cu magnitudinea 7,1 pe scara Richter a zguduit Dorsala Pacificului de Est, pe 9 octombrie, la o adâncime de 10 km.
- Un cutremur cu magnitudinea 6,5 pe scara Richter a zguduit Dorsala Pacificului de Est, pe 9 octombrie, la o adâncime de 10 km.
- Un cutremur cu magnitudinea 6,0 pe scara Richter a zguduit Insula Hokkaido, Japonia, pe 11 octombrie, la o adâncime de 10 km.
- Un cutremur cu magnitudinea 7,3 pe scara Richter a zguduit coasta de nord-vest a Nicaraguăi, pe 14 octombrie, la o adâncime de 80 km. Un deces a fost raportat în San Miguel, El Salvador, dar și pagube minore în mai multe departamente din țară.[48]
- Un cutremur cu magnitudinea 6,1 pe scara Richter a zguduit sudul Insulelor Kermadec, Noua Zeelandă, pe 14 octombrie, la o adâncime de 30 km.
- Un cutremur cu magnitudinea 6,1 pe scara Richter a zguduit Tonga, pe 28 octombrie, la o adâncime de 2 km.

## Noiembrie
- Un cutremur cu magnitudinea 6,0 pe scara Richter a zguduit Insula Paștelui, Chile, pe 1 noiembrie, la o adâncime de 30 km.
- Un cutremur cu magnitudinea 7,1 pe scara Richter a zguduit Fiji, pe 1 noiembrie, la o adâncime de 431 km.
- Un cutremur cu magnitudinea 6,0 pe scara Richter a zguduit Insulele Balleny, Antarctica, pe 2 noiembrie, la o adâncime de 10 km.
- Un cutremur cu magnitudinea 6,2 pe scara Richter a zguduit Dorsala Medio-Indiană, pe 3 noiembrie, la o adâncime de 10 km.
- Un cutremur cu magnitudinea 6,6 pe scara Richter a zguduit Insula Noua Britanie, Papua Noua Guinee, pe 7 noiembrie, la o adâncime de 50 km.
- Un cutremur cu magnitudinea 6,0 pe scara Richter a zguduit Fiji, pe 13 noiembrie, la o adâncime de 3 km.
- Un cutremur cu magnitudinea 3,5 pe scara Richter a zguduit Regiunea Moravia-Silezia, Cehia, pe 14 noiembrie, la o adâncime de 2 km. Trei oameni au murit și nouă au fost răniți în Karvina într-un incident minier asociat cutremurului.[49]
- Un cutremur cu magnitudinea 7,1 pe scara Richter a zguduit Marea Molucelor, pe 15 noiembrie, la o adâncime de 51 km. Nouă persoane au fost rănite.[50]
- Un cutremur cu magnitudinea 6,7 pe scara Richter a zguduit coasta de est a Insulei de Nord, Noua Zeelandă, pe 16 noiembrie, la o adâncime de 20 km.
- Un cutremur cu magnitudinea 6,2 pe scara Richter a zguduit Insula Prințului Edward, Canada, pe 17 noiembrie, la o adâncime de 10 km.
- Un cutremur cu magnitudinea 6,6 pe scara Richter a zguduit Marea Molucelor, pe 21 noiembrie, la o adâncime de 48 km.
- Un cutremur cu magnitudinea 6,0 pe scara Richter a zguduit vestul Provinciei Sichuan, China, pe 22 noiembrie, la o adâncime de 10 km. Patru persoane au fost ucise, 54 rănite, 30 de case s-au prăbușit, în vreme ce alte 2.630 au fost grav avariate.[51]
- Un cutremur cu magnitudinea 6,2 pe scara Richter a zguduit estul Insulei Honshu, Japonia, pe 22 noiembrie, la o adâncime de 2 km. Mai multe case au fost distruse în Prefectura Nagano, 57 de persoane fiind rănite.[52]
- Un cutremur cu magnitudinea 6,8 pe scara Richter a zguduit Marea Molucelor, pe 26 noiembrie, la o adâncime de 46 km.

## Decembrie
- Un cutremur cu magnitudinea 6,6 pe scara Richter a zguduit Golful Moro, Filipine, pe 2 decembrie, la o adâncime de 633 km.
- Un cutremur cu magnitudinea 6,0 pe scara Richter a zguduit Provincia Chiriquí, Panama, pe 6 decembrie, la o adâncime de 34 km.
- Un cutremur cu magnitudinea 6,0 pe scara Richter a zguduit Marea Banda, pe 6 decembrie, la o adâncime de 131 km.
- Un cutremur cu magnitudinea 6,6 pe scara Richter a zguduit Regiunea Bougainville, Papua Noua Guinee, pe 7 decembrie, la o adâncime de 10 km.
- Un cutremur cu magnitudinea 6,0 pe scara Richter a zguduit Departamentul Escuintla, Guatemala, pe 7 decembrie, la o adâncime de 30 km. Un bărbat de 34 de ani din Villa Nueva a fost ucis la locul de muncă.[53]
- Un cutremur cu magnitudinea 6,5 pe scara Richter a zguduit Provincia Chiriquí, Panama, pe 8 decembrie, la o adâncime de 20 km.

## Galerie

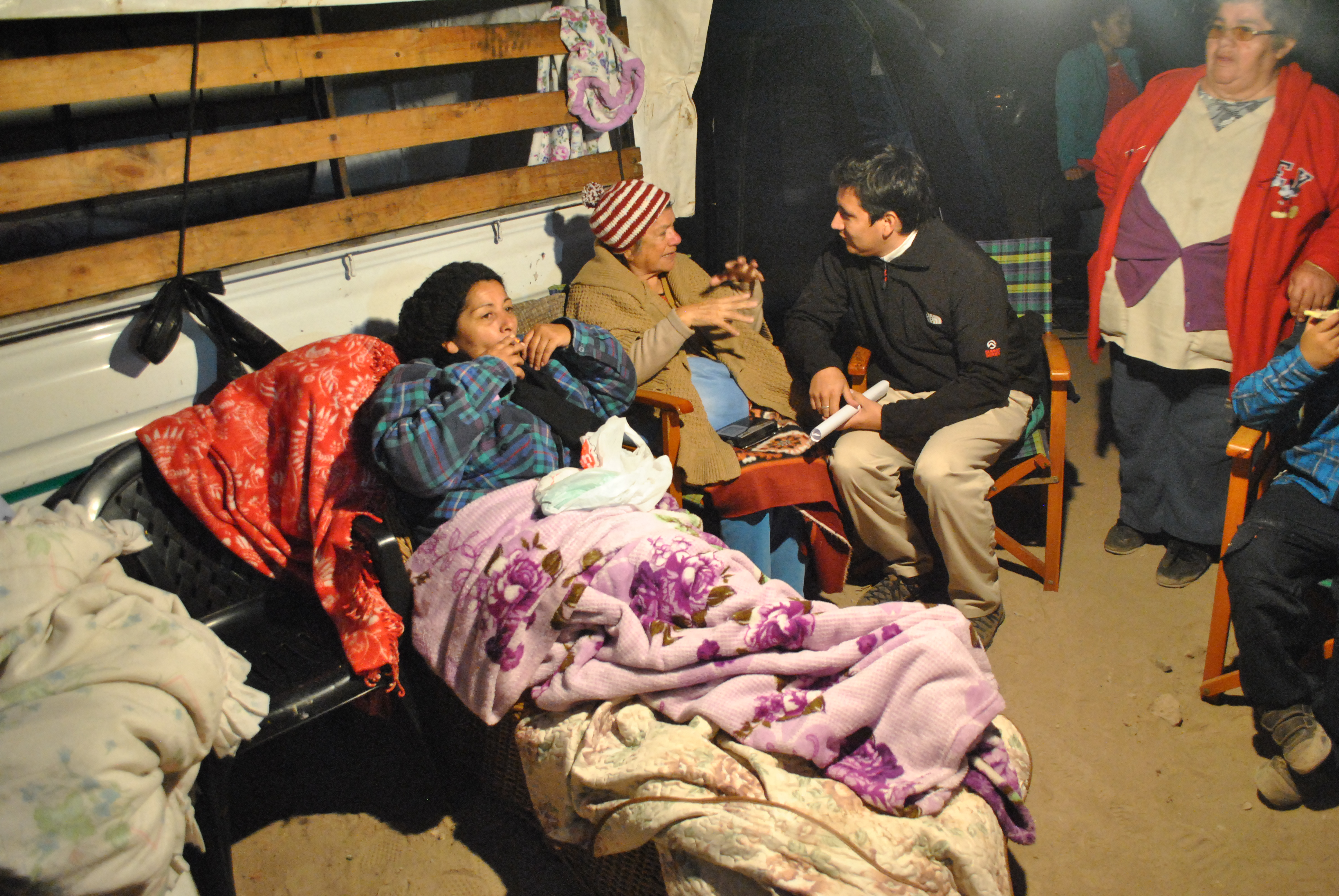
Iquique, Chile (8,1, 1 aprilie)
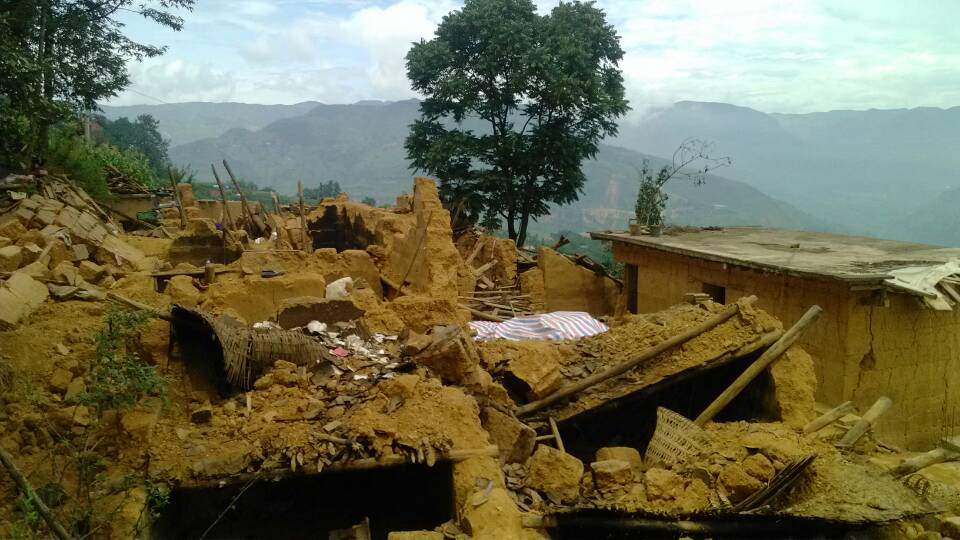
Ludian, China (6,1, 3 august)
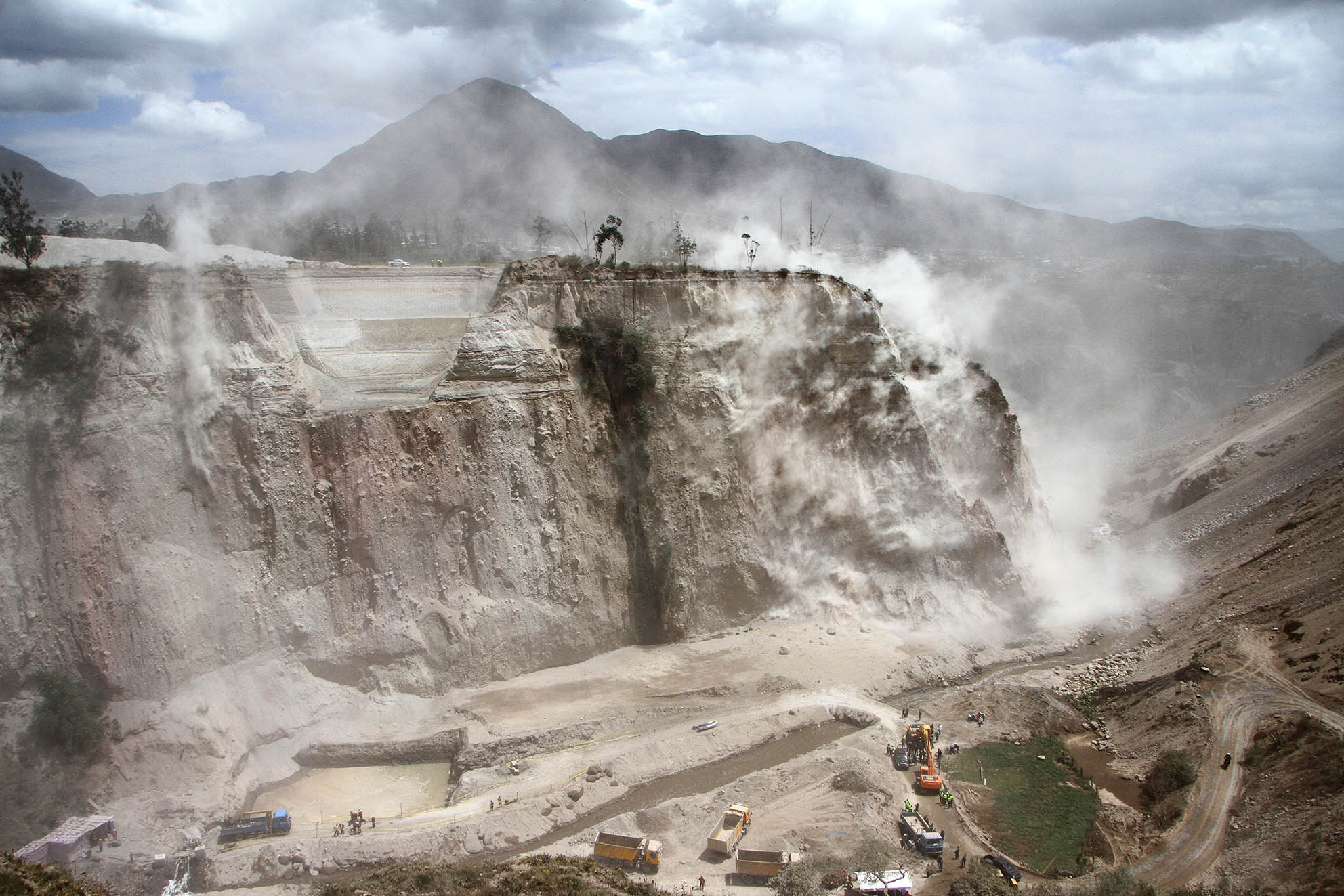
Quito, Ecuador (5,0, 12 august)
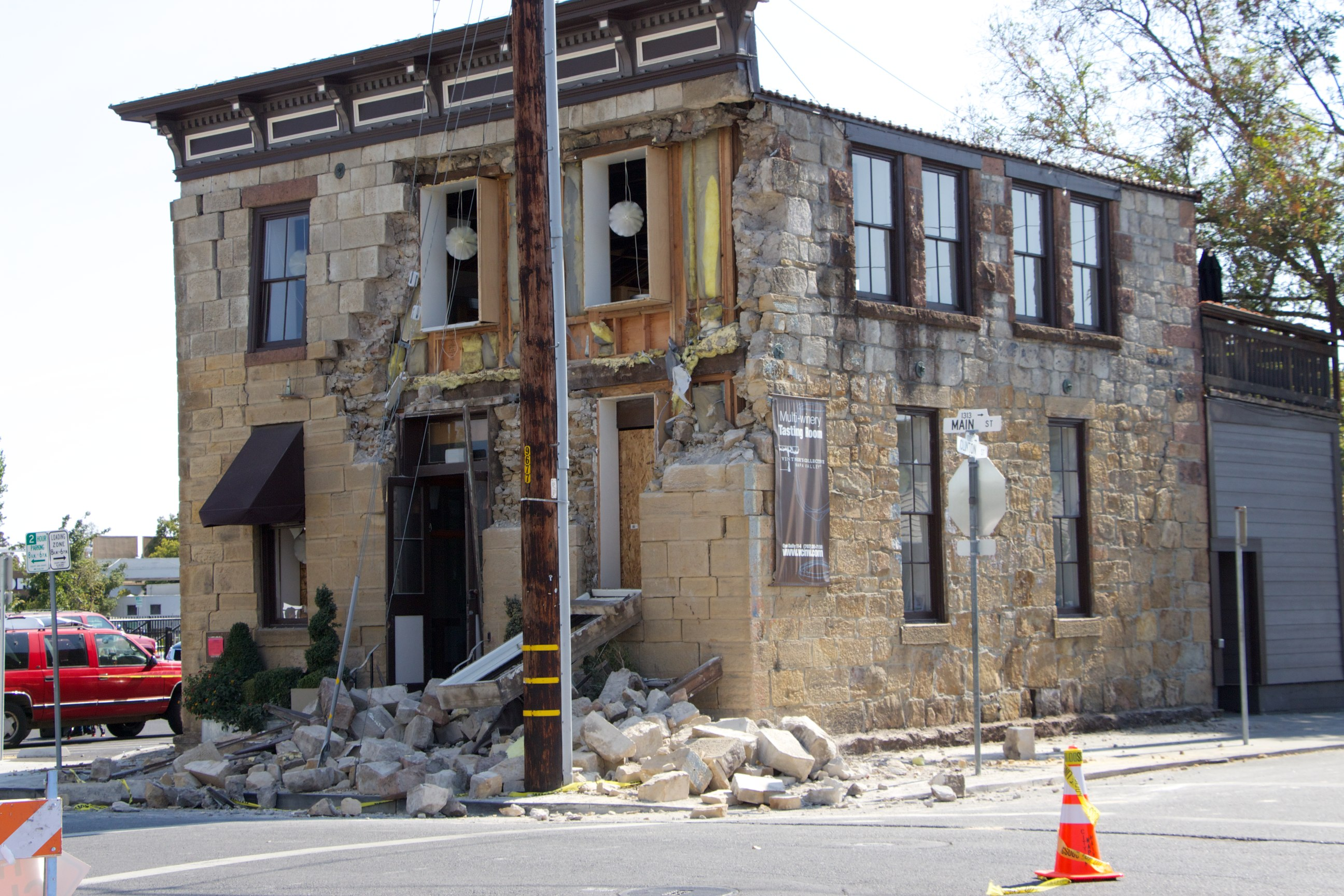
Napa, Statele Unite (6,1, 24 august)